# Amantur Ismailov
Amantur Ismailov –en kirguís, Амантур Исмаилов– (Biskek, 22 de diciembre de 1997) es un deportista kirguís que compite en lucha grecorromana. Ganó una medalla de bronce en el Campeonato Mundial de Lucha de 2022, en la categoría de 67 kg.

## Palmarés internacional
| Campeonato Mundial | Campeonato Mundial | Campeonato Mundial | Campeonato Mundial |
| Año                | Lugar              | Medalla            | Categoría          |
| ------------------ | ------------------ | ------------------ | ------------------ |
| 2022               | Belgrado (Serbia)  | Medalla de bronce  | 67 kg              |